# بوكيت (مدينة)
بوكيت (بالإنجليزية: Phuket)‏ هي مدينة من مدن تايلاند تقع في الجنوب الشرقي من جزيرة بوكيت. يبلغ عدد سكانها 76,000 نسمة. تبلغ مساحتها 12 كم². ويوجد بها مطار دولي هو مطار بوكيت الدولي.

## معرض صور

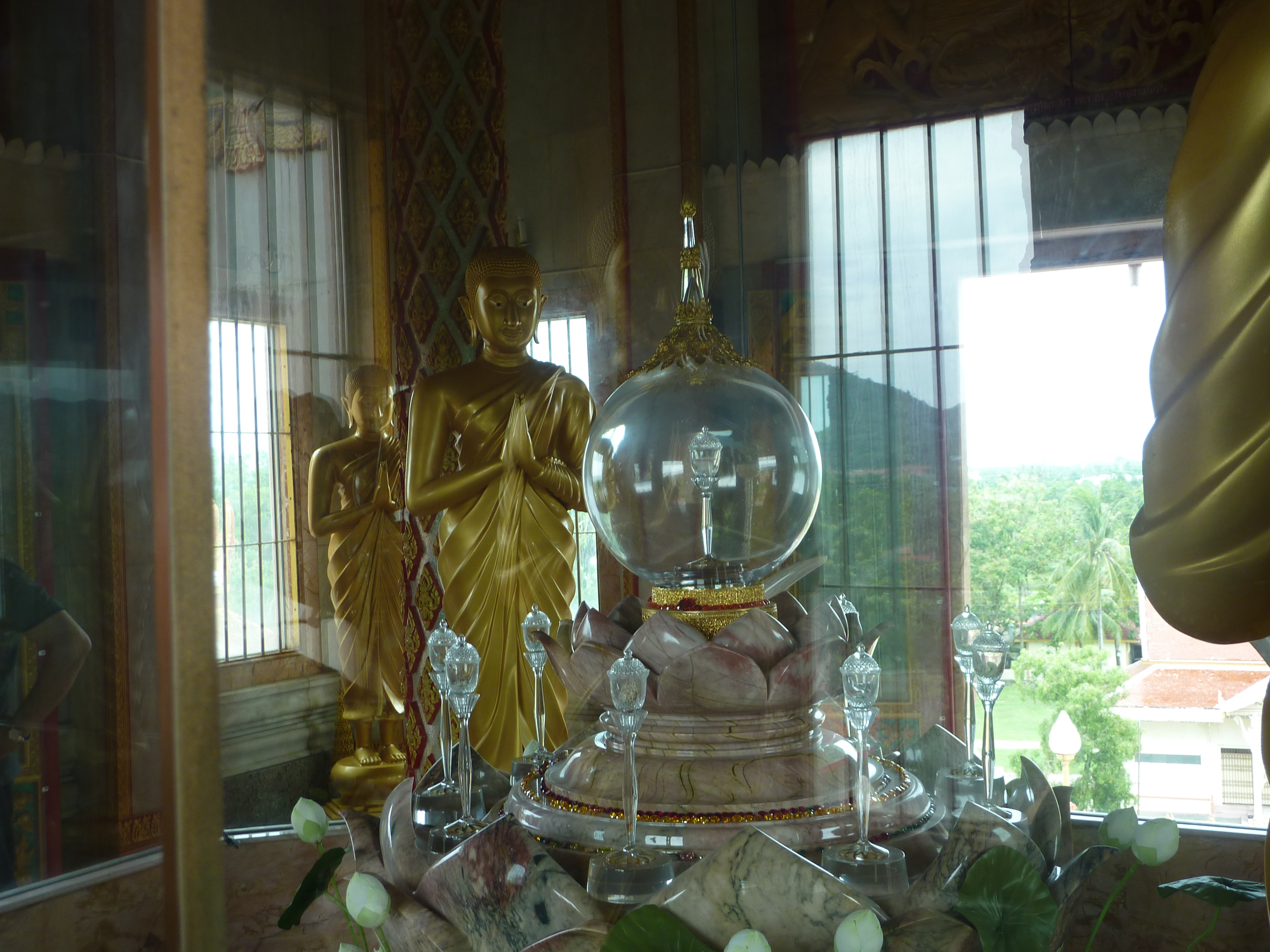
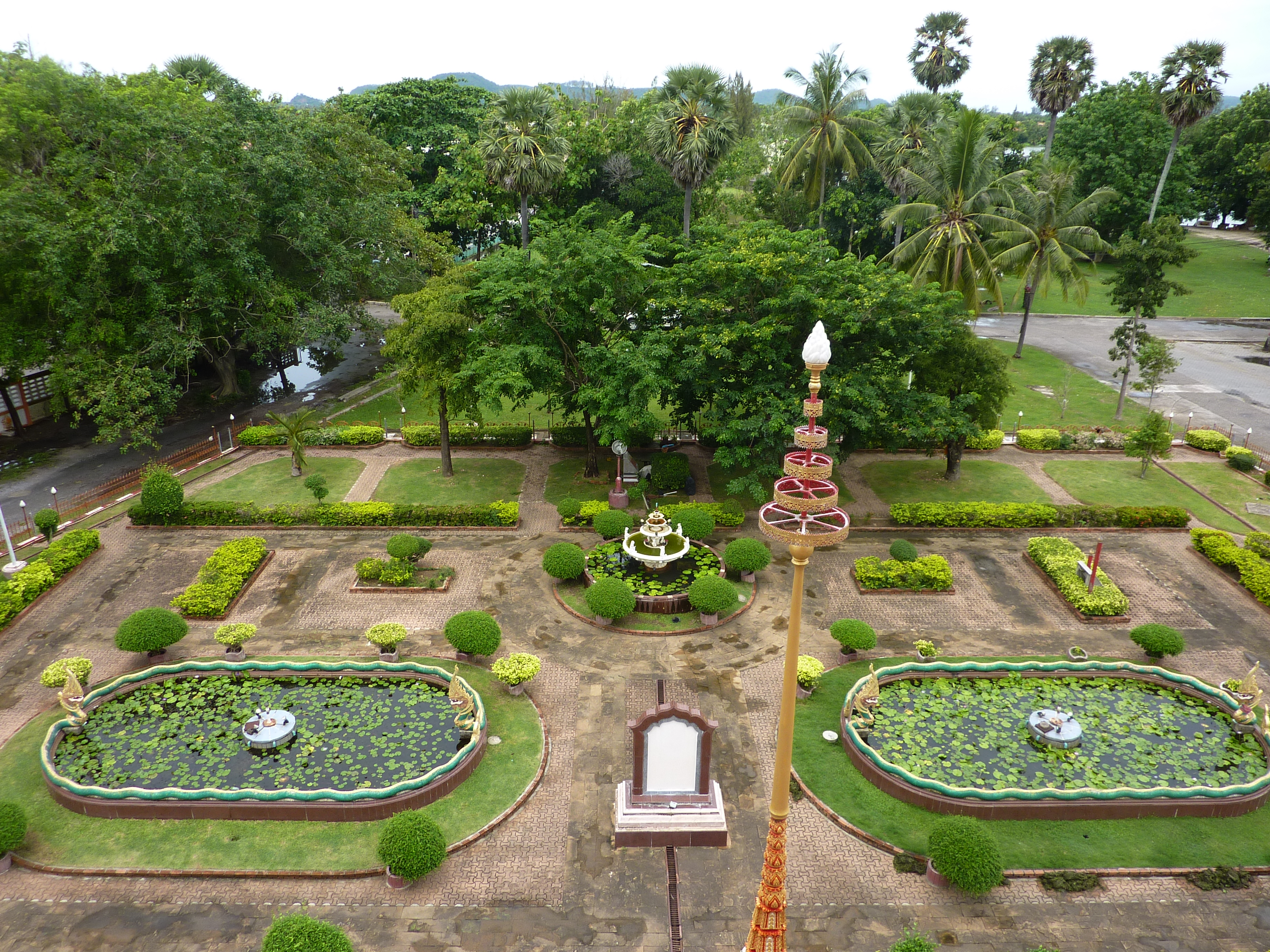
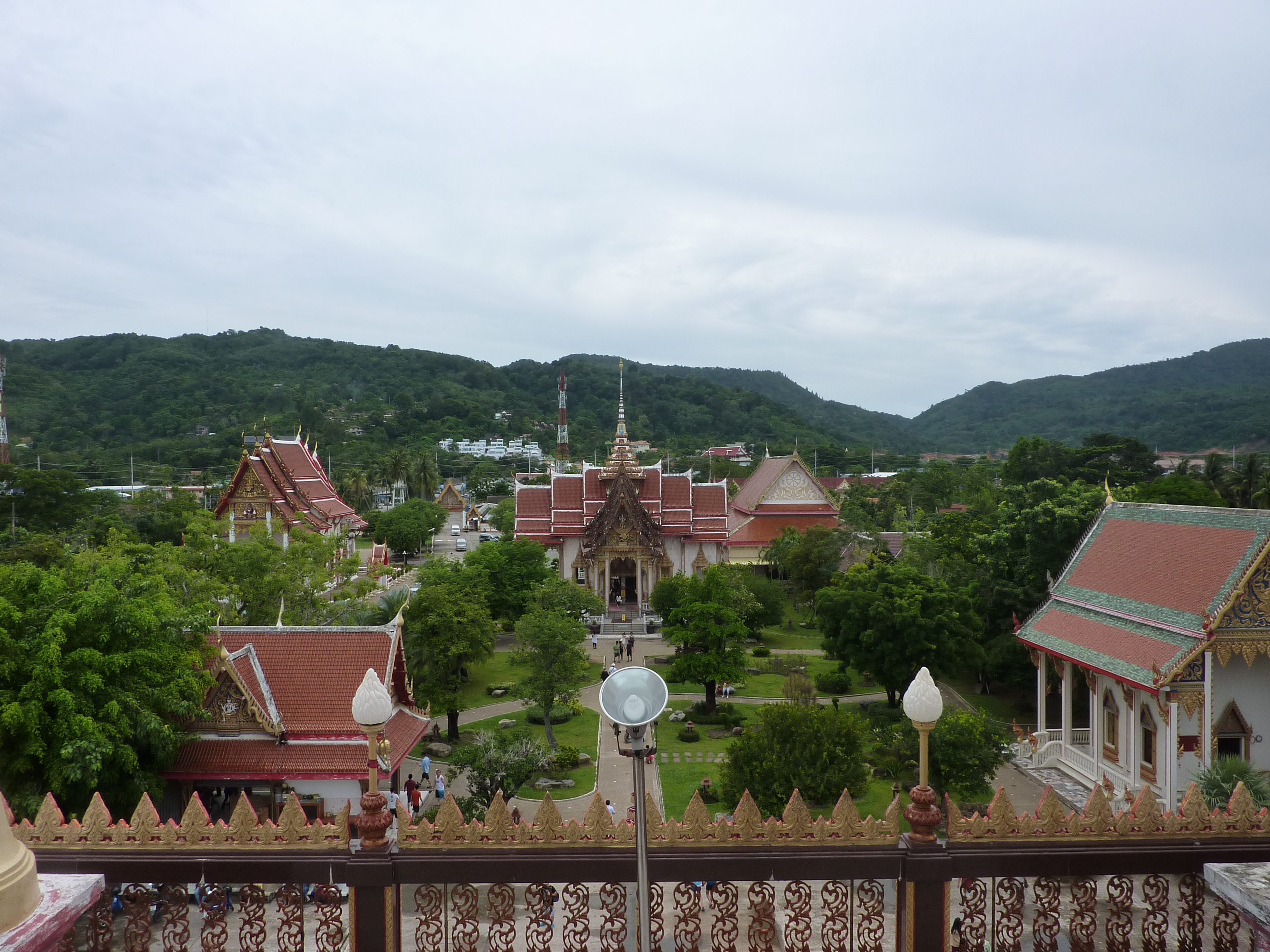
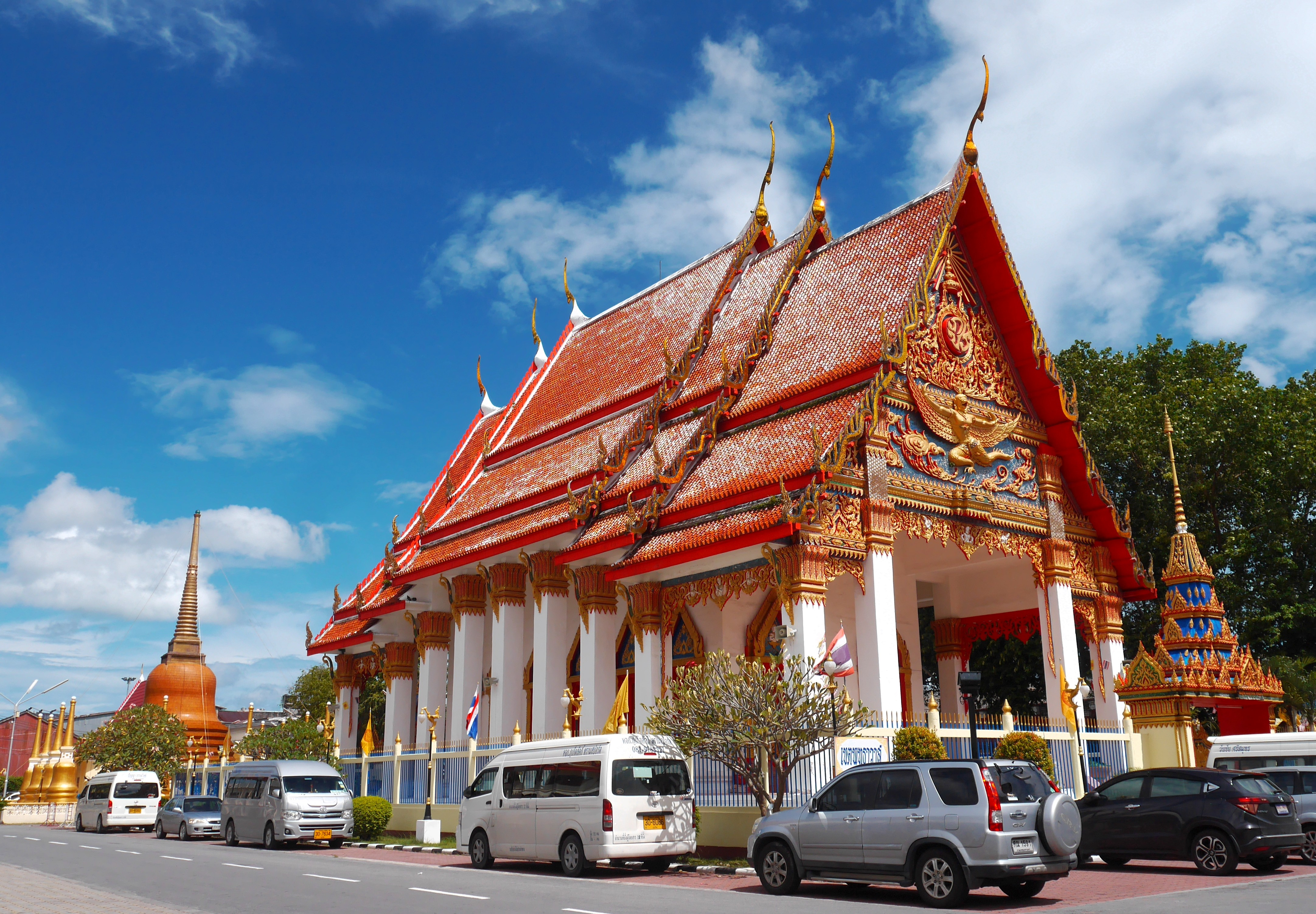

## المدن الشقيقة
- لاس فيغاس
- نيفادا